# Profontaria takakuwai
Profontaria takakuwai är en mångfotingart som beskrevs av Karl Wilhelm Verhoeff 1941. Profontaria takakuwai ingår i släktet Profontaria och familjen Xystodesmidae. Inga underarter finns listade i Catalogue of Life.